# 麻扎尔种羊场
麻扎尔种羊场，是中华人民共和国新疆维吾尔自治区喀什地区塔什库尔干塔吉克自治县下辖的一个乡镇级行政单位。

## 行政区划
麻扎尔种羊场下辖虚拟麻扎尔村。